# Leszek Teleszyński
Leszek Teleszyński (Cracovia, 21 maggio 1947) è un attore polacco.
In carriera ha recitato come co-protagonista nei primi due film di Andrzej Żuławski, nonché in Diluvio (1974) di Jerzy Hoffman, pellicola candidata all'Oscar al miglior film straniero.

## Filmografia parziale
- La terza parte della notte, regia di Andrzej Żuławski (1971)
- Il diavolo, regia di Andrzej Żuławski (1972)
- Diluvio, regia di Jerzy Hoffman (1974)
- Panna Nikt, regia di Andrzej Wajda (1996)